# أناستازيا غيرا
أناستازيا غيرا (بالإيطالية: Anastasia Guerra) (15 أكتوبر 1996 في إيطاليا - ) هي لاعبة كرة طائرة إيطاليا في مركز ضارب خارجي ‏. لعبت مع Volleyball Casalmaggiore ‏.

## وصلات خارجية
- أناستازيا غيرا على موقع الاتحاد الدولي beach volleyball database (الإنجليزية)
- أناستازيا غيرا على موقع الاتحاد الأوروبي (الإنجليزية)
- أناستازيا غيرا على موقع عالم الكرة الطائرة (الإنجليزية)
- أناستازيا غيرا على موقع Ligue Nationale de Volley (الفرنسية)
- أناستازيا غيرا على موقع دوري الدرجة الأولى الإيطالي للكرة الطائرة - سيدات (الإيطالية)